# Дальний Осерёдок
Дальний Осерёдок — река (протока, ерик) на острове Баткачный, Каспийское море. Административно находится в Астраханской области России, Камызякский район.
Граница охотхозяйства Каралатское.